# Alfianello
Alfianello – miejscowość i gmina we Włoszech, w regionie Lombardia, w prowincji Brescia.
Według danych na rok 2004 gminę zamieszkiwało 2347 osób, 180,5 os./km².